# مارجوري فنسنت
مارجوري فنسنت (بالإنجليزية: Marjorie Vincent)‏ هي صحفية وعارضة أمريكية، ولدت في 21 نوفمبر 1964.

## وصلات خارجية
- مارجوري فنسنت على موقع IMDb (الإنجليزية)